# فرودگاه پست مونتاگنایس
فرودگاه پست مونتاگنایس (به انگلیسی: Poste Montagnais Airport) (به زبان بومی: Poste Montagnais (Mile 134) Airport) یک فرودگاه خصوصی است که یک باند فرود شن دارد و طول باند آن ۱۱۹۹ متر است. این فرودگاه در کشور کانادا قرار دارد و در ارتفاع ۶۰۶ متری از سطح دریا واقع شده است.